# 羅瑟嶺
82°46′S 53°35′W / 82.767°S 53.583°W
羅瑟嶺（英語：Rosser Ridge）是南極洲的山嶺，位於伊莉莎白女王地，屬於彭薩科拉山脈的一部分，長7公里，美國地質調查局根據測量和該國海軍的空中照片繪入地圖，現時由南極條約體系管理。